# Josh Stamberg
Josh Stamberg, född 4 januari 1970 i Washington, District of Columbia, är en amerikansk skådespelare.
Stamberg har bland annat medverkat i TV-serierna Drop Dead Diva (2009-2012) och Minx från 2022. Han har även medverkat i filmerna Legion från 2010 och Kate & Leopold från 2001.

## Filmografi (i urval)
- 2001 – Kate & Leopold
- 2009–2012 – Drop Dead Diva (TV-serie)
- 2010 – Legion
- 2021 – WandaVision (TV-serie)
- 2022 – Minx (TV-serie)